# HD 71155
HD 71155 (c Hydrae) é uma estrela na direção da Hydra. Possui uma ascensão reta de 08h 25m 39.67s e uma declinação de −03° 54′ 22.9″. Sua magnitude aparente é igual a 3.91. Considerando sua distância de 125 anos-luz em relação à Terra, sua magnitude absoluta é igual a 0.99. Pertence à classe espectral A0V.